# Peter Bjur
Peter Bjur (Rødovre, 2 febbraio 2000) è un calciatore danese, centrocampista dell'Esbjerg.

## Biografia
Anche suo padre Ole è stato un calciatore professionista.

## Carriera

### Club
Cresciuto nel settore giovanile del B.93, ha esordito in prima squadra il 1º marzo 2017, disputando l'incontro di Coppa di Danimarca perso per 0-3 contro il Copenaghen; 17 giorni dopo ha anche esordito in campionato, nell'incontro vinto per 2-1 contro il Greve. Conclude la stagione con 15 presenze e due reti. Nel mese di luglio viene acquistato dal Brøndby, che nel 2019 lo aggrega in prima squadra.

### Nazionale
Ha giocato con le nazionali giovanili danesi Under-17 ed Under-18.

## Statistiche

### Presenze e reti nei club
Statistiche aggiornate al 17 maggio 2022.
| Stagione        | Squadra         | Campionato      | Campionato | Campionato | Coppe nazionali | Coppe nazionali | Coppe nazionali | Coppe continentali | Coppe continentali | Coppe continentali | Altre coppe | Altre coppe | Altre coppe | Totale | Totale |
| Stagione        | Squadra         | Comp            | Pres       | Reti       | Comp            | Pres            | Reti            | Comp               | Pres               | Reti               | Comp        | Pres        | Reti        | Pres   | Reti   |
| --------------- | --------------- | --------------- | ---------- | ---------- | --------------- | --------------- | --------------- | ------------------ | ------------------ | ------------------ | ----------- | ----------- | ----------- | ------ | ------ |
| 2016-2017       | B.93            | 2D              | 14         | 2          | CD              | 1               | 0               |                    | -                  | -                  |             | -           | -           | 15     | 2      |
| 2019-2020       | Brøndby         | SL              | 1+2        | 0          | CD              | 0               | 0               | UEL                | 1                  | 1                  |             | -           | -           | 4      | 1      |
| 2020-2021       | Brøndby         | SL              | 16+5       | 0          | CD              | 0               | 0               |                    | -                  | -                  |             | -           | -           | 21     | 0      |
| 2021-2022       | Brøndby         | SL              | 0+3        | 0          | CD              | 1               | 0               | UCL+UEL            | 0                  | 0                  |             | -           | -           | 4      | 0      |
| Totale carriera | Totale carriera | Totale carriera | 41         | 2          |                 | 2               | 0               |                    | 1                  | 1                  |             | -           | -           | 44     | 3      |

## Palmarès

### Club

#### Competizioni nazionali
- Campionato danese: 1

Brøndby: 2020-2021